# Lunch (canción)
«Lunch» es una canción de la cantautora estadounidense Billie Eilish, de su tercer álbum de estudio, Hit Me Hard and Soft (2024). Fue lanzada como el sencillo principal junto con su álbum el 17 de mayo de 2024. La canción presenta una línea de bajo fuerte y letras que detallan la atracción sexual de Eilish hacia personas del mismo género, después de su confirmación pública de que le gustan tanto los hombres como las mujeres. En las letras, que escribió cuando se dio cuenta de que "quería [su] cara en una vagina", compara el sexo con otra mujer con comer el almuerzo.

## Antecedentes
Las especulaciones sobre la orientación sexual de Billie Eilish comenzaron cuando lanzó el video musical de su sencillo «Lost Cause» en 2021. El video muestra a Eilish en una fiesta de pijamas con varias mujeres, realizando diversas actividades como perreo, jugando Twister y rociando serpentinas. Muchos fans y medios de comunicación vieron el video como homoerótico, y ella comenzó a recibir acusaciones de queerbaiting. En respuesta, Eilish publicó fotos detrás de cámaras del video en Instagram con la leyenda "I love girls" ("Me encantan las chicas").
En noviembre de 2023, Eilish apareció en la portada de Variety, donde habló sobre su relación con la sexualidad y la feminidad, así como su frustración con las especulaciones de la gente sobre su orientación sexual. Dijo que siempre había sentido una atracción emocional hacia las mujeres, además de la atracción física, admitiendo que a veces se quedaba impresionada con mujeres que encontraba hermosas. Un mes después, durante una alfombra roja para el evento "Hitmakers" de la misma revista, un reportero le preguntó a Eilish si sus comentarios durante la entrevista significaban una declaración de salida del clóset, a lo que ella respondió que no era su intención y que pensaba que su orientación sexual ya era obvia. Cuando concluyó el evento, publicó en Instagram para criticar al reportero por su pregunta, acusándolo de haberla sacado del clóset y confirmando que le gustan tanto los hombres como las mujeres.

## Composición
Durante una entrevista con Rolling Stone en 2024, Eilish habló más sobre su orientación sexual mientras discutía su próximo tercer álbum de estudio, Hit Me Hard and Soft (2024), y su proceso creativo detrás de una de sus canciones. Según ella, escribió la canción, titulada «Lunch», para ayudarla a explorar y luego confirmar su atracción hacia personas del mismo género. Creó «Lunch» antes de su primer encuentro sexual con una mujer y terminó el resto después, impulsada por la realización de que "quería [su] cara en una vagina".
Con una línea de bajo fuerte, la canción habla sobre el fuerte deseo sexual de Eilish por una mujer y compara el sexo lésbico con ella con comer el almuerzo. En el estribillo, describe cómo sabe la mujer mientras "baila en [la lengua de Eilish]" y llama a la experiencia irresistible.

## Lanzamiento
Eilish debutó «Lunch» junto con otras dos canciones de Hit Me Hard and Soft durante un set de DJ secreto en Coachella 2024. Es la segunda pista del álbum, lanzado el 17 de mayo de 2024. Fue lanzada en la radio italiana como el sencillo principal del álbum.